# Brières-les-Scellés
Brières-les-Scellés är en kommun i departementet Essonne i regionen Île-de-France i norra Frankrike. Kommunen ligger i kantonen Étampes som tillhör arrondissementet Étampes. År 2022 hade Brières-les-Scellés 1 218 invånare.

## Befolkningsutveckling
Antalet invånare i kommunen Brières-les-Scellés
| Referens: INSEE |